# Dramatens elevskola
Kungliga Dramatiska Teaterns Elevskola (traduit littéralement du suédois, « l'école par intérim[réf. nécessaire] du théâtre dramatique royal »), également connu sous le nom Dramatens elevskola, était l'école suédoise du théâtre dramatique royal entre 1787 et 1964, considérée comme une école de théâtre avant tout et l'enseignement du théâtre pour les acteurs de la scène suédoise. Elle a été créée en 1787 par le théâtre et le roi Gustave III ; c'est pour cela qu'elle a été pendant de nombreuses années sous la protection de la famille royale suédoise.

## Étudiants célèbres
- Charlotta Raa-Winterhjelm (1838 - 1907)
- Jan Jönson (1947)